# Việt Cộng
Frontul Național pentru Eliberarea Vietnamului de Sud (Vietnameză Mặt trận Dân tộc Giải phóng miền Nam Việt Nam), cunoscut și sub numele de Việt Cộng, VC, sau Front National de Liberté (FNL), a fost o organizație insurgentă care a luptat în Republica Vietnam (Vietnamul de Sud) în perioada războiului din Vietnam. FNE a fost fondat, echipat și finanțat atât de simpatizanții comuniști sud-vietnamezi cât și de armata Vietnamului de Nord.